# Erylus placenta
Erylus placenta is een sponzensoort uit de familie Geodiidae in de klasse gewone sponzen (Demospongiae).
De wetenschappelijke naam van de soort werd in 1898 gepubliceerd door Thiele.